# Salisbury Cathedral
Salisbury Cathedral (Cathedral Church of the Blessed Virgin Mary) er en anglikansk domkirke i Salisbury i England og et af de fornemste eksempler på tidlig engelsk arkitektur. Hovedparten af kirken blev bygget på de 38 år fra 1220 til 1258.
Katedralens spir  på 123 m er det højeste i Storbritannien. På en "Tower Tour" er det muligt at komme op i spiret og se den oprindelige trækonstruktion. Katedralen har også den største korsgang og det største katedralareal i Storbritannien: 320.000 m2. Det indeholder verdens ældst fungerende ur fra 1386 og ejer det bedst bevarede af de fire manuskripter af Magna Carta. I 2008 fejrede katedralen 750-års jubilæum.
Salisbury Cathedral er hovedkirken for Salisbury bispedømme og bispesæde.